# Радиотехнические войска
Радиотехнические войска (РТВ) являются родом войск Военно-воздушных сил, имея на вооружении радиотехнические средства (РТС) и комплексы средств автоматизации (КСА), предназначены для ведения радиолокационной разведки воздушного противника, обработки и выдачи радиолокационной информации о воздушной обстановке, в пределах радиолокационного поля, органам управления ВВС и других видов и родов войск Вооруженных cил, на пункты управления боевыми средствами авиации, ЗРВ и радиоэлектронной борьбы (РЭБ) при решении ими задач мирного и военного времени.
Радиотехнические войска Военно-воздушных сил являются основным источником радиолокационной информации о воздушной обстановке. Они ведут радиолокационную разведку и обеспечивают радиолокационной информацией боевые расчеты вышестоящих командных пунктов (КП) и КП соединений, воинских частей и подразделений авиации, зенитных ракетных войск и радиоэлектронной борьбы.
В мирное время все развёрнутые подразделения и КП соединений и частей РТВ несут боевое дежурство по противовоздушной обороне, выполняют задачи по охране государственной границы в воздушном пространстве.
Основное внимание при оснащении войск радиоэлектронной техникой уделяется повышению маневренных возможностей подразделений, их способности выдать боевую оперативную информацию в новом позиционном районе в кратчайшие сроки..